# خردگرایی انتقادی فراگیر
خردگرایی پان‌کریتیک (به انگلیسی: Pancritical rationalism) یا خردگرایی انتقادی فراگیر، به‌معنای تحت‌اللفظی «نقد همه چیز» (از pan- به‌معنای «همه» که با PCR نیز شناخته می‌شود) یا خردگرایی انتقادی جامع (CCR)، شکل توسعه‌یافته‌ای از خردگرایی انتقادی و همه‌خردگرایی است که توسط ویلیام وارن بارتلی در کتابش عقب‌نشینی به تعهد مطرح شده است. خردگرایی انتقادی فراگیر تلاش می‌کند تا با جدا کردن انتقاد و توجیه، مشکل تعهد نهایی یا سیر قهقرایی بی‌نهایت را حل کند. یک خردگرای پان‌کریتیک، همه مواضع را در معرض انتقاد قرار می‌دهد. چنین موضعی علی‌الاصول، هرگز برای توجیه مواضع خود به مرجعیت متوسل نمی‌شود، زیرا همه مراجع ذاتاً خطاپذیر تلقی می‌شوند.